# Diplaziopsidaceae
Ver Pteridophyta para una introducción a las plantas vasculares sin semilla
Las diplaziopsidáceas (nombre científico Diplaziopsidaceae) son una familia de helechos del orden Polypodiales, en el clado de Eupolipoides II, reconocida en la moderna clasificación de Rothfels et al. 2012, como en su predecesora de Christenhusz et al. 2011. En su circunscripción con respecto a la última, se adiciona Diplazium flavoviride quien se segrega de Athyriaceae. La familia no fue reconocida por su antepredecesor, el sistema de Smith et al. (2006), que ubicaba a estos géneros y especie en un muy amplio y débil Woodsiaceae.

## Taxonomía
Introducción teórica en Taxonomía
La clasificación más actualizada es la de Rothfels et al. 2012:
- Diplaziopsidaceae X.C. Zhang & Christenh., Phytotaxa 19: 15 (2011). "Glade Ferns".
  - incluido en  Diplaziopsidaceae + Athyriaceae sensu Christenhusz & al. (2011)
  - incluido en  Woodsiaceae sensu Smith & al. (2006);
  - incluido en Athyriaceae: Diplazioideae sensu Wang & al. (2004);
  - incluido en  Dryopteridaceae: Athyrioideae: Physematieae sensu Kramer & al. (1990b);
  - incluido en  Dryopteridaceae: Physematieae sensu Tryon & Tryon (1982);
  - incluido en  Dryopteridaceae: Athyrioideae sensu Lovis (1978);
  - incluido en Athyriaceae sensu Ching (1978a);
  - incluido en Athyriaceae sensu Pichi Sermolli (1977);
  - incluido en  “Diplazium javanicum group” sensu Kato (1977);
  - incluido en Athyriaceae sensu Tagawa & Iwatsuki (1972);
  - incluido en  Dryopteridaceae: Athyrioideae sensu Nayar (1970);
  - incluido en  Dennstaedtiaceae: Athyrioideaesensu Holttum (1947);

4 a 6 especies en los géneros (Ching, 1964b; Kato, 1975b; Kato & Dar naedi, 1988; Wei & al., 2010; Li & al., 2011):
- -     - Diplaziopsis C. Chr. (2–4 spp.), Nota sobre tipificación: La historia de la tipificación de Diplaziopsis es convoluta. Christensen (1906:XXXII) lo publicaron como un nombre de reemplazo para Allantodia Wall., 1830 (un homónimo posterior de Allantodia R. Br., 1810). Como nombre de reemplazo, Diplaziopsis toma el tipo de Allantodia Wall., que es A. brunoniana Wall. Sin embargo, Christensen no publicó una combinación para A. brunoniana bajo Diplaziopsis (consideró a A. brunoniana como un sinónimo de Asplenium javanicum Blume); la combinación Diplaziopsis brunoniana (Wall.) W.M. Chu fue hecha solo recientemente (Chu y Zhou 1994). Christensen (1906) listó Asplenium javanicum (=Diplaziopsis javanica (Blume) C. Chr.) como el tipo de Diplaziopsis, pero esto está prohibido bajo el artículo 7.3 del Código de Viena. Sin embargo, si Diplaziopsis brunoniana es visto como un sinónimo heterotípico de D. javanica, como Christensen (1906: CCXXVII) indicó, entonces D. javanica tiene prioridad y debe ser usado como el nombre de la especie, y el tipo del género. Alternativamente, si D. brunoniana y D. javanica son reconocidas como diferentes (como por Chu y He 1999), entonces el tipo del género se mantiene en D. brunoniana.
    - Homalosorus Pic. Serm. (1 sp.),
    - además de Diplazium flavoviride Alston

La clasificación anterior es la de Christenhusz et al. 2011 (basada en Smith et al. 2006, 2008); que también provee una secuencia lineal de las licofitas y monilofitas.
- Familia 34. Diplaziopsidaceae X.C.Zhang & Christenh., fam. nov.

2 géneros (Diplaziopsis (tipo de la familia), Homalosorus). En la primera versión del escrito se encontraba Hemidictyum que en la corrección se ubica en su propia familia Hemidictyaceae.

## Filogenia
Rothfels et al. 2012: Antes de la disponibilidad de los análisis moleculares, los miembros de este clado fueron consistentemente pensados como pertenecientes a los athyrioides, y tanto Diplaziopsis como Homalosorus fueron típicamente tratados como miembros de Diplazium (Ching 1964b, Kato 1975b, 1977, 1993, Kato y Darnaedi 1988, Wang et al. 2004). La primera indicación de que esta ubicación puede ser inexacta vino del estudio de Sano et al. (2000a), en que el monotípico Homalosorus fue fuertemente soportado como hermano de Diplaziopsis cavaleriana (Christ.) C. Chr., con estos dos taxones formando un linaje aislado distante de Diplazium. El siguiente estudio filogenético molecular que incluyó miembros de este clado fue el de Wei et al. (2010), y sus resultados ubicaron a los dos géneros juntos en una posición no resuelta dentro de Eupolypods. Kuo et al. (2011), con más datos de caracteres y un muestreo más denso de taxones, de nuevo resolvió a Diplaziopsis como hermano de Homalosorus. Sus resultados mostraron que este linaje combinado -Diplaziopsis+Homalosorus- divergían del resto de Eupolipoides II en una posición "no soportada" muy basal en la rama principal de eupolipoides II. Los resultados de Li et al. (2011) fueron similares (Diplaziopsis hermano de Homalosorus, y ese clado distante de Diplazium), con la excepción de que su estudio ubicó a Diplaziopsis+Homalosorus como hermano de Rhachidosorus.
Sigue: En el análisis de Rothfels et al. (2012), Diplaziopsis cavaleriana y Diplaziopsis javanica son fuertemente soportados como hermanos, y juntos son hermanos de Homalosorus. Estos datos permiten el tratamiento dentro de Diplaziopsis, como D. pycnocarpa (Spreng.) M.G. Price (Price 1990). Diplaziopsidaceae divergió de Hemidictyaceae+Aspleniaceae temprano en la diversificación de Eupolipoides II -estos dos linajes compartieron un ancestro común más reciete aproximadamente hace 90 millones de años (Rothfels et al. 2012, su figura suplementaria 1) -soportando el reconocimiento de Diplaziopsidaceae más que agregarlo dentro de un expandido Aspleniaceae. Diplazium flavoviride no ha sido incluido en ningún análisis filogenético, pero está incluido aquí basado en los argumentos de Kato y Darnaedi (1988). Hemidictyum, sin embargo, no cae dentro de Diplaziopsidaceae; su inclusión en esa familia por Christenhusz et al. (2011) volvió a su concepto de Diplaziopsidaceae parafilético, un error que ellos luego corrigieron en Christenhusz y Schneider 2011.
Decía Christenhusz et al. 2011: Notas: Homalosorus pycnocarpos (Spreng.) Pic.Serm. ha sido transferido a Diplaziopsis por Price (1990). Diferente del asiático  Diplaziopsis con x=41, el norteamericano templado Homalosorus pycnocarpos tiene x=40 y el género tropical americano Hemidictyum marginatum tiene x=31. Hemidictyum primero fue mostrado que era hermano de Aspleniaceae por Schuetpelz & Pryer (2007), pero Diplaziopsis no fue incluido en su estudio. Aquí incorporamos evidencia del laboratorio de X.-C. Zhang, y ubicamos a estos géneros en una familia (Wei et al. 2010). La inclusión de Hemidictyum en Diplaziopsidaceae es sin embargo todavía tentativa; más estudios se necesitan para confirmar esta ubicación.

## Ecología
Como descripto en la nueva circunscripción de Rothfels et al. 2012: Plantas terrestres o epipétricas. Diplaziopsidaceae son helechos de tamaño mediano de hábitats mésicos sombreados, debajo de la canopia. Muestran un interesante patrón de disjunción, con el monotípico Homalosorus siendo un miembro común de bosques templados ricos del este de Norteamérica, mientras que las especies de Diplaziopsis y Diplazium flavoviride son encontradas en Asia, extendiéndose al este hacia las islas del Pacífico (Kato y Darnaedi 1988).
Decía Christenhusz et al. 2011:: Usualmente en bosques cerca de o en corrientes de agua.

## Caracteres
Con las características de Pteridophyta.
Como descripto en la nueva circunscripción de Rothfels et al. 2012: Plantas terrestres o epipétricas; raíces carnosas, pálidas (pale), insertas radialmente, no proliferativas; rizomas erectos a suberectos (Diplaziopsis, Diplazium flavoviride) o cortamente rastreros (Homalosorus), comúnmente sin ramificar, portando escamas, y a veces pelos dorados similares a los de las raíces (Homalosorus); escamas del rizoma lanceoladas, no clatradas, los márgenes enteros, no glandulares, sin que se distinga pubescencia; hojas verdes y no cubiertas en mucílago en ningún estadio del desarrollo, arregladas en espiral, monomórficas, no bulbíferas, cercanamente espaciadas, glabras (Diplaziopsis) o con prosalas filiformes (Homalosorus); pecíolos estramíneos todo a lo largo del pecíolo u oscurecidos en la parte proximal, delgados, sin un ensanchamiento proximal, aeróforos conspicuos, o articulación proximal, a veces con pelos dorados similares a los de las raíces (Homalosorus); pecíolo con dos haces vasculares, cada uno con xilema hipocampiforme, los haces unidos distalmente para formar un único haz en forma de V; láminas suave-herbáceas, 1-pinadas, las células del margen de la hoja diferenciadas en células hialinas nodulosas; los ejes de las pinas no articulados, sulcados adaxialmente, sin una costilla (ridge) libre central; los canales (grooves) del raquis en forma de V, no continuos, la pared del sulcus del raquis se continúa como una costilla prominente hasta dentro de la pared del sulculs de la costa; venas libres (D. flavoviride, Homalosorus) o anastomosándose hacia los márgenes de las pinas (Diplaziopsis), las areolas win venillas libres inclusas, usualmente terminando antes de llegar al margen de la hoja, sin embargo algunas venas llegan al margen en D flavoviride y Homalosorus, los finales de las venas diferenciados, ligeramente elevados y expandidos; los soros singulares a lo largo de un lado de la vena, raramente pareados espalda con espalda a lo largo de la misma vena, elongados, indusiados, no terminales; el receptáculo del soro aplanado; indusio lateral, vaulted o esencialmente plano, glabro o glandular (Diplaziopsis), que se abre a lo largo del margen lateral o a veces que se rompe irregularmente (Diplaziopsis); esporangios con pie de dos o tres células de espesor a la mitad del pie; esporas monolete, no clorofíceas, marrones (brown), la perispora con dobleces (folded) con delgadas crestas (crests), las crestas "erose"; número base de cromomsomas x=40 (Diplazium flavoviride, Homalosorus; Löve et al. 1977, Kato y Darnaedi 1988) o 41 (Diplaziopsis; Mitui 1975, Takamiya y Ohta 2001).
Diagnóstico, según Rothfels et al. 2012: Diplaziopsidaceae puede ser reconocida por la combinación de pecíolos con dos haces vasculares, láminas 1-pinadas, soros elongados que usualmente corren a lo largo de un solo lado de la vena, las terminaciones de las venas engrosadas y elevadas adaxialmente, y por la pared del sulculs del raquis formando una costilla que se conecta con la pared del sulcus de la pina costa. Los finales de las venas engrosados y elevados son un carácter diagnóstico particularmente útil entre Eupolipoides II, porque de otra forma son solo encontrados en Hemidictyum (Hemidictyaceae). Hemidictyum tiene también una lámina 1-pinada, el segmento terminal conforme (conform), y venas que se anastomosan hacia los márgenes de las pinas, de forma similar a Diplaziopsis; sin embargo, difiere en muchos otros respectos, más conspicuamente por tener una vena colectora sub-marginal y márgenes de las pinas que tienen un borde amplio, pálido membranoso.
Sigue: Como ha notado Price (1990), las hojas de Diplaziopsidaceae son conspicuamente suaves, verdes y carnosas. Las raíces pálidas carnosas parecen únicas entre Eupolipoides II, y un estudio anatómico puede proveer sinapomorfías para la familia. Sin embargo, el clamor de Price (1990) de que las plantas carecen enteramente de esclerénquima está exagerado; el esclerénquima aparece en la corteza y el xilema, como se evidencia por el teñido con azul de toluidina (toluidine blue) (Sundue y Rothfels, datos sin publicar). Diplaziopsidaceae muy probablemente se confundirá con Athyriaceae, particularmente Diplazium, que es morfológicamente similar. Diplaziopsidaceae difiere de la mayoría de las especies de Diplazium, sin embargo, por los soros lineales usualmente únicos, el surco (groove) no continuo de las uniones pina-costa adaxiales, la casi ausencia de indumento en la lámina, las bases peciolares delgadas que no forman trofópodos (trophopods), los finales de las venas engrosados, y el indusio vaulted, cuando presente.
Primera descripción por Christenhusz et al. 2011: Descripción original en latín: Filices mediocres vel grandes; rhizomatibus crassis, erectis vel decumbentibus; laminis 1-pinnatis, imparipinnatis, pinnis integris, glabris; venis lateralibus utroque costulae latere discretis sed margines versus reticulatim anastomosantibus, areolarum 2–4 series facientibus, sine ven ulis discretis inclusis; soris secus venas longas prope costulam elongatis, indusio similiter elongato membranaceo obtectis; indusiis plerumque 3–8 mm, interdum ad 1–2 cm longis, arcuatis, allantoideis; numero básico chromosomatum x=31, 40, 41. Genus quod est typus familiae: Diplaziopsis C.Chr.
Primera descripción por Christenhusz et al. 2011: Descripción en castellano: Helechos de tamaño mediano a grande. Rizomas decumbentes a erectos, gruesos, lámina de 1 pina, imparipinada, con pinas enteras glabras; venas libres en los dos lados de la vena media, pero anastomosándose totalmente hacia los márgenes donde forman 2 a 4 filas de areolas, sin incluir las venillas libres; soros elongándose a lo largo de las venas grandes cerca de la vena madia, cubiertos por indusio similarmente elongado y membranoso; indusios usualmente de 3 a 8 mm, a veces hasta 1-2 cm de largo, arqueados, como salchichas; esporas con pliegues como alas fimbriadas y "echinate" (en inglés), o con pliegues perforados en la parte baja. X=41, 40 or 31.